# Antheua discalis
Antheua discalis är en fjärilsart som beskrevs av Walker 1855. Antheua discalis ingår i släktet Antheua och familjen tandspinnare. Inga underarter finns listade i Catalogue of Life.